# Allophylopsis fulva
Allophylopsis fulva är en tvåvingeart som först beskrevs av Frederick Wollaston Hutton 1901.  Allophylopsis fulva ingår i släktet Allophylopsis och familjen myllflugor. Inga underarter finns listade i Catalogue of Life.